# Steinhauserberg
Steinhauserberg ist eine Ortslage im Osten der bergischen Großstadt Wuppertal.

## Lage und Beschreibung
Die Ortslage befindet sich auf einer Höhe von 313 m ü. NHN im Osten des Wohnquartiers Ehrenberg auf dem Steinhauser Berg, einem Nebengipfel des Ehrenbergs, an der Kreuzung der gleichnamigen Straße Steinhauser Berg mit der Straße Ehrenberg im Stadtbezirk Langerfeld-Beyenburg unmittelbar an der Stadtgrenze zu Schwelm. Bei dem Ort entspringt der Bach Röckebecke.
Benachbarte Ortslagen, Hofschaften und Wohnplätze sind Schee, Hölkesöhde, Röckebecke, Röttgen, Siepen, Wulfeshohl, Vorderer Ehrenberg, Hinterer Ehrenberg und die Schwelmer Ortslagen Scharwacht, Grafweg, Köttchen, Siepmannsnummer und Auf’m Hagen.
Bei dem Ort befand sich ein kleiner Spielplatz und ein Lehrbienenstand. Der Schwelmer Rundweg und weitere Ortswanderwege führen durch den Ort.

## Etymologie und Geschichte
Der Name leitet sich entweder von einem früheren, aus Stein gebauten Haus an diesem Ort ab oder weist auf das nahe Beyenburger Kloster Steinhaus hin, das hier Waldbesitz hatte.
Der Ort ist auf der Situations Charte vom Fabrickendistrikte im Hochgericht Schwelm von 1788 als Steinhauser Berg, auf der Karte der Gemeinde Langerfeld von 1825 und auf der Preußischen Uraufnahme von 1843 als Am Steinhauserberg und auf dem Wuppertaler Stadtplan von 1930 als Steinhauserberg eingezeichnet.
Im 19. Jahrhundert gehörte Steinhauserberg zur Landgemeinde Langerfeld im Landkreis Hagen (bis 1887) und dem Kreis Schwelm (ab 1887), die ein eigenes Amt bildete und am 5. August 1922 in die Stadt Barmen, heute Stadtteil von Wuppertal, eingemeindet wurde. Im Ort befand sich ab 1833 eine Schule, die bis 1913 genutzt wurde. Die Schule, die je zur Hälfte Langerfeld und Schwelm gehörte, befand sich auf Langerfelder Gebiet, während die Wohnsiedlung gegenüber der Kreuzung auf Schwelmer Gebiet lag.
Im Gemeindelexikon für die Provinz Westfalen von 1887 werden ein Haus mit fünf Einwohnern angegeben. Der Ort wird zu der Zeit Schulhaus Steinhauserberg genannt.
Vor der Mitte des 20. Jahrhunderts fiel der auf Schwelmer Stadtgebiet gelegene Teil des Wohnplatzes wüst, so dass von dem Ort heute nur noch das alte Schulhaus erhalten ist.